# Калита (Ярославская область)
Калита — деревня в Погорельском сельском округе Глебовского сельского поселения Рыбинского района Ярославской области.
Деревня примыкает  с востока к автомобильной дороге из центра сельского поселения Глебово на Ларионово. Соседняя деревня по дороге в сторону Глебово — Бараново, расположена на расстоянии около 2 км к югу. Калита стоит на расстоянии 1 км к югу от центра сельского округа села Погорелка. Основная улица деревни ориетирована вдоль дороги, которая переходит в одну из главных улиц села Погорелка. Вероятно, это старая линия дороги Глебово-Ларионово, а современную дорогу построили западнее, минуя населённые пункты. От южной окраины Калиты одна просёлочная дорога идёт на юго-запад, через автомобильную дорогу на деревни Минино, Коровниково, Ягодино и Мухино. Другая дорога в юго-восточном направлении идёт через Истомино к деревне Барбино. В 1,5 км на восток от Калиты за перелеском стоит деревня Дуброво. С востока от Калиты находится исток безымянного ручья длиной около 7 км, текущего мимо Погорелки на север и впадающего в Рыбинское водохранилище .
Деревня Калита указана на плане Генерального межевания Рыбинского уезда 1792 года.
На 1 января 2007 года в деревне числилось 23 постоянных жителя . Почтовое отделение, расположенное в центре сельского округа, селе Погорелка, обслуживает в деревне Калита 38 домов .